# Théorème de Balian-Low
En mathématiques, le théorème de Balian-Low est un résultat d'analyse de Fourier dû aux physiciens Roger Balian et Francis Low, respectivement français et américain.

## Théorème de Balian-Low
Soit g une fonction de carré sommable sur la droite réelle. Posons pour tout couple d'entiers m et n :
{\displaystyle g_{m,n}\left(x\right)\ =\ e^{2\pi imx}\ g\left(x-n\right),}
Si l'ensemble des {\displaystyle \{g_{m,n}:m,n\in \mathbb {Z} \}} forme une base orthonormée de l'espace de Hilbert {\displaystyle L^{2}\left(\mathbb {R} \right)}, alors on a :
{\displaystyle \int _{-\infty }^{\infty }x^{2}\ |g\left(x\right)|^{2}\ dx\ =\ \infty }
ou bien :
{\displaystyle \int _{-\infty }^{\infty }\xi ^{2}\ |{\hat {g}}\left(\xi \right)|^{2}\ d\xi \ =\ \infty }
avec {\displaystyle {\hat {g}}} la transformée de Fourier de la fonction g.

## Énoncé équivalent

### Famille de Gabor
On appelle famille de Gabor tout ensemble de la forme :
{\displaystyle f_{m,n}\left(t\right)\ =\ e^{2\pi imF_{0}t}\ f\left(t-nT_{0}\right),}
avec f une fonction de carré sommable sur la droite réelle, appelée fonction prototype ; {\displaystyle F_{0}} et {\displaystyle T_{0}} deux constantes réelle, et (m, n) un couple d'entiers.
On appelle densité de la famille le nombre réel :
{\displaystyle d\ =\ {\frac {1}{F_{0}\,T_{0}}}}

### Théorème de Balian-Low
Dans ce contexte, le théorème de Balian-Low s'énonce sous la forme d'un principe d'incertitude :
« Il n'existe pas de famille de Gabor formant une base orthonormée de densité 1 ayant une fonction prototype f à la fois bien localisée en temps et en fréquence. »